# Ning'er
Ning'er, tidigare stavat Ningerh, är ett autonomt härad för yi- och hani-folken som lyder under Pu'ers stad på prefekturnivå i Yunnan-provinsen i sydvästra Kina.